# Laramara
Laramara  - Associação Brasileira de Assistência à Pessoa com Deficiência Visual é uma organização não-governamental brasileira criada em 1991 pelo casal Mara Siaulys e Victor Siaulys, em São Paulo. Ao longo dos seus vinte e sete anos de existência, tornou-se referência no país no apoio ao desenvolvimento e à inclusão de  pessoas com deficiência visual. Desde sua fundação, a organização já atendeu cerca de 11.000 famílias vindas de todo o Brasil e do exterior e tem 600 crianças, jovens e adultos integrados em algum tipo de programa ou serviço. A organização foi condecorada no ano de 2010 com a Ordem do Ipiranga. O nome Laramara deriva da junção dos prenomes de Mara Siaulys e sua filha Lara, que nasceu cega.
Laramara é "também um centro de propagação de conhecimentos e experiências, além de produzir materiais pedagógicos, gerar recursos e tecnologias para melhorar a qualidade de vida e promover a inclusão social da pessoa com deficiência visual."